# Telltale Tool
Telltale Tool is een game engine ontwikkeld door Telltale Games. De engine gebruikt de Lua-programmeertaal.  De tool werd ontwikkeld zodat Telltale hun spellen eenvoudig kan porten naar andere computersystemen.

## Geschiedenis
De eerste versie werd ontwikkeld door Telltale Games bij oprichting van het bedrijf in 2004, toen nog "Telltale Engine and Toolset" genoemd. Het eerste spel dat gebruikmaakt van deze engine is Telltale Texas Hold'em, wat meer bedoeld was als testspel ter ontwikkeling van Bone.
Telltale Tool wordt sindsdien gebruikt als engine van alle spellen van Telltale Games. Uiteraard zijn er al heel wat verbeteringen ingebouwd.
Opmerkelijk is dat Hector: Badge of Carnage ook gebruikmaakt van Telltale Tool, maar dat het spel werd ontwikkeld door Straandlooper. De distributie van het spel gebeurde dan wel via Telltale Games.